# Piper lepturum
Piper lepturum är en pepparväxtart som först beskrevs av Carl Sigismund Kunth, och fick sitt nu gällande namn av C. Dc.. Piper lepturum ingår i släktet Piper och familjen pepparväxter. Utöver nominatformen finns också underarten P. l. angustifolium.